# تشارلز وايد ميلز
تشارلز وايد ميلز (بالإنجليزية: Charles W. Mills)‏ هو فيلسوف جامايكي، ولد في 1951.